# Złe Psy
Złe Psy – polski zespół wykonujący szeroko pojętą muzykę rockową, założony przez gitarzystę TSA, Andrzeja Nowaka.

## Historia
Złe Psy to zespół utworzony przez założyciela i gitarzystę grupy TSA – Andrzeja Nowaka, który znany jest także z nagrań m.in. z Tadeuszem Nalepą, Martyną Jakubowicz i wieloma innymi polskimi oraz zagranicznymi artystami. W przeciwieństwie do zespołu TSA, grupa Złe Psy wykonuje szeroko pojętą muzykę rockową oraz bluesową i prezentuje zupełnie inne oblicze Nowaka, który jest jednocześnie gitarzystą i wokalistą.
Początki zespołu Złe Psy sięgają 1999 roku, jednak plan jego założenia Andrzej Nowak miał już podczas swojego pobytu w Stanach Zjednoczonych. Nazwa formacji wywodzi się od zamiłowania artysty do psów, a konkretnie amerykańskich pittbullterierów, których właścicielem jest niezmiennie od końca lat 80. Po części zespół zawdzięcza nazwę przydomkowi, który przylgnął do Andrzeja Nowaka podczas pobytu w Stanach Zjednoczonych bad dog (zły pies).
Początkowo zespół nie posiadał jednolitego składu, jednak mimo tego muzycy bardzo szybko zaczęli występować przed szerszą publicznością. Jednym z pierwszych basistów Złych Psów był Paweł Mąciwoda, obecny członek zespołu Scorpions, z którym Nowak przyjaźnił się już od pobytu w Stanach Zjednoczonych. W 2001 roku skład zespołu uległ ustabilizowaniu. Ponadto dołączyli gitarzysta Rafał Rogulski, basista Filip Güntzel oraz perkusista Dariusz Świechowski.
Twórczość zespołu zyskała zainteresowanie wytwórni muzycznej Metal Mind Productions. Debiutancki album zatytułowany Forever został wydany 21 października 2002 roku. Wydawnictwo cieszyło się uznaniem publiczności jak i krytyków muzycznych. Na przełomie 2003 i 2004 roku zespół Złe Psy ograniczył działalność koncertową w związku ze zobowiązaniami Nowaka w jego macierzystym zespole TSA. W 2006 roku uległ zmianie skład zespołu, nowym gitarzystą został Grzegorz Babisz, basistą Bartosz Szwed, natomiast perkusistą został Marek Motylski. W grudniu 2007 roku Motylskiego zastąpił znany z występów w zespole TSA Marek Kapłon. Rok później w odnowionym składzie zespół dał szereg koncertów w Polsce.
Jesienią 2008 roku Nowak ponownie zmienił skład zespołu. Do współpracy zaprosił gitarzystę Jacka Kasprzyka, basistę Pawła Nafusa i harmonijkarza Przemysława „Stonę” Stankiewicza. Pierwszy koncert w odnowionym składzie odbył się w Toruniu. W 2009 roku Nowak wraz z zespołem przygotował nowe kompozycje z przeznaczeniem na drugi album. W tym samym roku jeden z utworów pt. „Jodyna” grupa zaprezentowała podczas występu zarejestrowanego w TVP (zagrała wówczas także kolędę „Wśród nocnej ciszy”, zaś muzykom towarzyszył na harmonijce ustnej Bartosz Łęczycki).
Ok. 2012–2014 managerem zespołu był Jacek Adamczyk (grający poprzednio w zespole Lizar). Producent albumu Polska (2012).
W marcu 2012 roku, tuż przed zaplanowaną premierą drugiej płyty zespołu, Andrzej Nowak zwrócił się do rozgłośni Polskie Radio Opole w swoim rodzinnym mieście z prośbą o emisję utworu Urodziłem się w Polsce promującego album. Stacja odmówiła emisji utworu, uznając, iż jest niemedialny i szowinistyczny. W odpowiedzi lider zespołu Złe Psy wyraził swoją dezaprobatę wobec decyzji publicznej rozgłośni, podkreślając, że utwór jest wyrazem jego patriotyzmu, dumy z polskości i bycia Polakiem oraz dodał, że patronat nad nowym albumem grupy objął Urząd Miasta Opole. Decyzja odmowna Radia Opole stała się następnie przyczynkiem do medialnej dyskusji w kwestii emisji utworów muzycznych o treściach patriotycznych. Oficjalna strona grupy Złe Psy zaapelowała do słuchaczy zespołu o protest adresowany do rozgłośni Radio Opole przeciwko dyskryminacji zespołu na antenie publicznego radia. 20 sierpnia 2012 odbyła się konferencja prasowa zespołu odnosząca się do tej sytuacji.
W sierpniu 2012 Andrzej Nowak trafił do szpitala.
W 2013 Artur Szpilka, bokser wagi ciężkiej, ogłosił że utwór „Urodziłem się w Polsce” jest „liderem mojej nowej piosenki na wejscie do ringu”(sic).
W 2015 roku ukazał się oficjalny teledysk promujący trzeci studyjny album Złych Psów pt. „Wiara i moc”. W ślad za nowym albumem przygotowano także singiel zawierający dwa utwory „Wiara i Moc” oraz akustyczną wersję piosenki pochodzącej z pierwszego wydawnictwa zespołu (Forever) – „Podałbym Ci ale...”, noszący na singlu nazwę „Gwiazda”. Ostatecznie cały nakład wyprodukowanego singla został wstrzymany do dystrybucji przez Andrzeja Nowaka. Stało się tak na skutek niewywiązania się wydawcy ze swoich zobowiązań wobec zespołu Złe Psy. W związku z powyższym zapowiadana trzecia płyta nie została wówczas wydana.
Andrzej Nowak i Złe Psy odnowili pracę nad trzecim albumem, który zatytułowany Duma miał premierę 9 czerwca 2017 roku.
4 stycznia 2022 zmarł Andrzej Nowak.

## Muzycy
| Obecny skład zespołu - Jacek Kasprzyk – gitara, śpiew (od 2008) - Wojtek Pilichowski – gitara basowa (od 2017) - Michał Bereźnicki – perkusja (od 2011) - Krzysztof Imiołczyk – instrumenty klawiszowe (od 2015) Muzycy sesyjni - Paweł Mąciwoda – gitara basowa (1999-2001) |  | Byli członkowie zespołu - Przemysław "Stona" Stankiewicz – harmonijka, śpiew (2008-2010) - Rafał Rogulski – gitara (2001-2006) - Grzegorz Babisz – gitara (2006-2008) - Filip Güntzel – gitara basowa (2001-2006) - Bartosz Szwed – gitara basowa (2006-2008) - Darek Świechowski – perkusja (2001-2006) - Marek Motylski – perkusja (2006-2007) - Marek Kapłon – perkusja (2007-2011) - Paweł Nafus – gitara basowa (2008-2017) - Andrzej Nowak – gitara, śpiew (1999-2022) |

## Dyskografia
Albumy
| Forever                         | - Data: 21 października 2002 - Wydawca: Metal Mind Records | —  |
| Polska (urodziłem się w Polsce) | - Data: 5 kwietnia 2012 - Wydawca: RDS Music               | 38 |
| Duma                            | - Data: 9 czerwca 2017 - Wydawca: Polskie Radio            | 18 |
| "—" album nie był notowany.     |                                                            |    |

Single
| „Wiara i moc”                | 2015 | 49 |
| „Gwiazda”                    | 2015 | —  |
| "—" singel nie był notowany. |      |    |

## Teledyski
| Tytuł         | Rok  | Reżyseria     | Źródło |
| ------------- | ---- | ------------- | ------ |
| "Wiara i moc" | 2015 | 9 Liter Filmy | [ 26 ] |

## Nagrody i wyróżnienia
| Rok  | Kategoria      | Tytułem       | Nagroda                      | Nota      | Źródło |
| ---- | -------------- | ------------- | ---------------------------- | --------- | ------ |
| 2003 | Debiut roku    | Złe Psy       | Plebiscyt Metal Hammer, 2002 | 1 miejsce | [ 27 ] |
| 2003 | Zespół roku    | Złe Psy       | Plebiscyt Metal Hammer, 2002 | 4 miejsce | [ 27 ] |
| 2003 | Muzyk roku     | Andrzej Nowak | Plebiscyt Metal Hammer, 2002 | 2 miejsce | [ 27 ] |
| 2003 | Osobowość roku | Andrzej Nowak | Plebiscyt Metal Hammer, 2002 | 3 miejsce | [ 27 ] |
| 2003 | Przebój roku   | "Motocykl"    | Plebiscyt Metal Hammer, 2002 | 4 miejsce | [ 27 ] |